# Glaspell (cràter)
Glaspell és un cràter d'impacte en el planeta Venus de 26,3 km de diàmetre. Porta el nom de Susan Glaspell (1876-1948), novel·lista i dramaturga estatunidenca, i el seu nom va ser aprovat per la Unió Astronòmica Internacional el 1994.